# Тошио Иватани
Тошио Иватани (јап. 岩谷 俊夫; 24. октобар 1925 — 1. март 1970) био је јапански фудбалер.

## Каријера
Током каријере је играо за Осака.

## Репрезентација
За репрезентацију Јапана дебитовао је 1951. године. За тај тим је одиграо 8 утакмица и постигао 4 гола.

## Статистика
| Јапан  | Јапан   | Јапан  |
| Година | Наступи | Голови |
| ------ | ------- | ------ |
| 1951.  | 3       | 2      |
| 1952.  | 0       | 0      |
| 1953.  | 0       | 0      |
| 1954.  | 2       | 2      |
| 1955.  | 2       | 0      |
| 1956.  | 1       | 0      |
| Укупно | 8       | 4      |